# Таянович Веніамін Ігорович
Таянович Веніамін Ігорович (6 квітня 1967) — радянський плавець.
Олімпійський чемпіон 1992 року в естафеті 4×200 м вільним стилем. Срібний медаліст Чемпіонату світу з водних видів спорту 1991 року.